# Gannon University

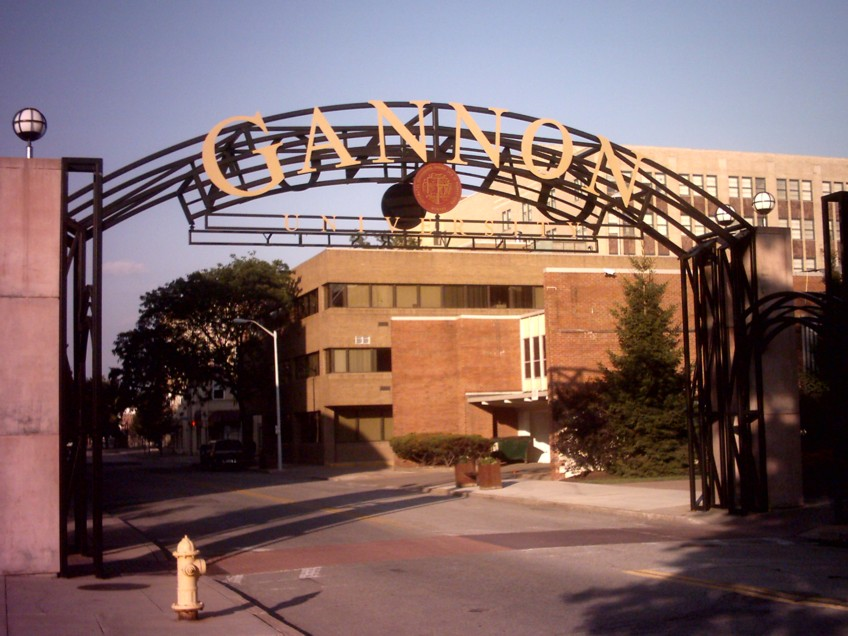

Gannon University är ett privat katolskt universitet i Erie i Pennsylvania i USA. Universitetet grundades 1925 som en tvåårig katolsk skola och har sedan dess expanderat, såväl gällande program som antal studenter. Idag[när?] är antalet studenter omkring 30 000.

## Campus
Campuset är lokaliserat i downtown Erie.

## Kända före detta studenter
- Edward M. Gabriel
- Thomas J. Gamble
- George Mische
- Steve Grilli
- John Hornaman
- John "Jonny-O" O'Ferrall
- Vikram Pandit, CEO, Citigroup, 2007–2012
- Brad Roae
- Joseph E. Sinnott
- John Stehr